# Bell 222
El Bell 222 es un helicóptero ligero bimotor fabricado por la compañía estadounidense Bell Helicopter. El Bell 230 es un desarrollo mejorado con motores diferentes y otros cambios menores. Una versión modificada del 222 fue usada en la serie televisiva estadounidense Airwolf (1984-1987).

## Diseño y desarrollo
En abril de 1974, Bell Helicopters anunció su intención de desarrollar un nuevo aparato que sería el primer helicóptero comercial ligero de doble turbina construido en Estados Unidos. No se trataba de una decisión tomada al albur; sagazmente, la compañía presentó un prediseño en la convención anual de la Asociación de Helicópteros de América, celebrada a comienzos de año, dando oportunidad a que los clientes potenciales aportaran sus sugerencias constructivas para mejorar el producto. El interés demostrado fue suficiente para avalar la decisión de llevar a cabo la construcción de cinco prototipos, el primero de los cuales voló el 13 de agosto de 1976.
Los prototipos adoptaron la designación de la compañía Bell Model 222, y se utilizaron para cumplimentar con toda rapidez el desarrollo y el programa de certificación; el certificado FAA en configuración VFR se obtuvo el 20 de diciembre de 1979.
El Model 222 se beneficiaba de nuevas características tecnológicas, como el sistema de suspensión nodal igual al del Bell 214ST, un cubo del rotor principal provisto de cojinetes elastoméricos que no precisan lubricación, y un rotor principal construido en acero inoxidable y fibra de vidrio.
La estructura básica es de aleación ligera, y el fuselaje cuenta con unos salientes cantilever de corta envergadura a cada costado, que gracias a su sección aerodinámica proporcionan cierta sustentación en el vuelo hacia adelante y, por tanto, suplementan al rotor principal; además, dichos salientes alojan las patas principales del tren de aterrizaje tipo triciclo, cuando éste se retrae. La cola, mayor de lo acostumbrado en la mayoría de los helicópteros, va provista de una deriva superior y otra inferior aflechadas hacia atrás; y montado más adelante en la sección posterior del fuselaje, hay un estabilizador de cola rematado en doble deriva. La capacidad máxima es de hasta 10 plazas (uno o dos tripulantes y nueve u ocho pasajeros), pero los aparatos se producen en tres versiones.

### Versiones
Estas comprenden el Model 222 básico, con una configuración normal de asientos para un piloto y siete pasajeros. Opcionalmente se podía adquirir el Model 222 Executive, completamente equipado para vuelos IFR , con uno o dos tripulantes y acomodo de lujo para seis o cinco pasajeros, y el Model 222 Offshore, equipado para vuelos IFR, con dos tripulantes y con un sistema de flotadores de emergencia y depósitos auxiliares de combustible que forman parte del equipo estándar del aparato.
La planta motriz de doble turbina seleccionada para el Model 222 fueron dos turboejes Avco Lycoming LTS 101-650C2 con un peso seco de sólo 110 kg cada uno, que ofrecen una relación potencia máxima/peso de 4,58 kW/kg. Vale la pena hacer notar que el peso del turboeje LTS101 es inferior al de la APU (motor auxiliar) que proporciona la energía eléctrica de emergencia y la energía hidráulica de aviones como el Hawker Siddeley Trident.
Las primeras entregas de ejemplares de serie del Model 222 con certificado VFR se hicieron a Petroleum Helicopters y Schiavone Construction en enero de 1980. Un ejemplar del Model 222 suministrado a Omniflight Helicopters, el 25 de enero de 1981, fue el helicóptero número 25000 construido por Bell.

### Utilización militar y televisiva
Aunque fue ideado como un helicóptero de uso civil, tuvo participaciones a nivel militar en distintas partes del mundo, como por ejemplo en Albania, donde estuvo en servicio hasta el año 2001, o en la Armada de la República Oriental del Uruguay, donde estuvo presente de manera muy fugaz en el año 1998. También fue evaluado en las respectivas aviaciones navales de Ecuador y de Chile.
El Bell 222 tuvo su momento de gloria como «estrella» de una serie televisiva estadounidense de mediados de la década de 1980 titulada Airwolf (Lobo del Aire en Hispanoamérica y Helicóptero en España).
Un helicóptero Bell 222 de la empresa Vertical de Aviación, alquilado por las Fuerzas Militares Colombianas, estuvo involucrado en un accidente al chocar en vuelo con un MD 500, cuando realizaba una maniobra de despegue cerca del Municipio de Chaparral, Departamento de Tolima a 200 km al sudoeste de Bogotá, el 21 de abril de 2010; en el accidente murió el General Fernando Joya y otros cinco militares, mientras que otros seis efectivos resultaron heridos; los acontecimientos ocurrieron a pocos minutos de la activación de la Fuerza de Tarea de Tolima, unidad de lucha contra la guerrilla.

## Variantes

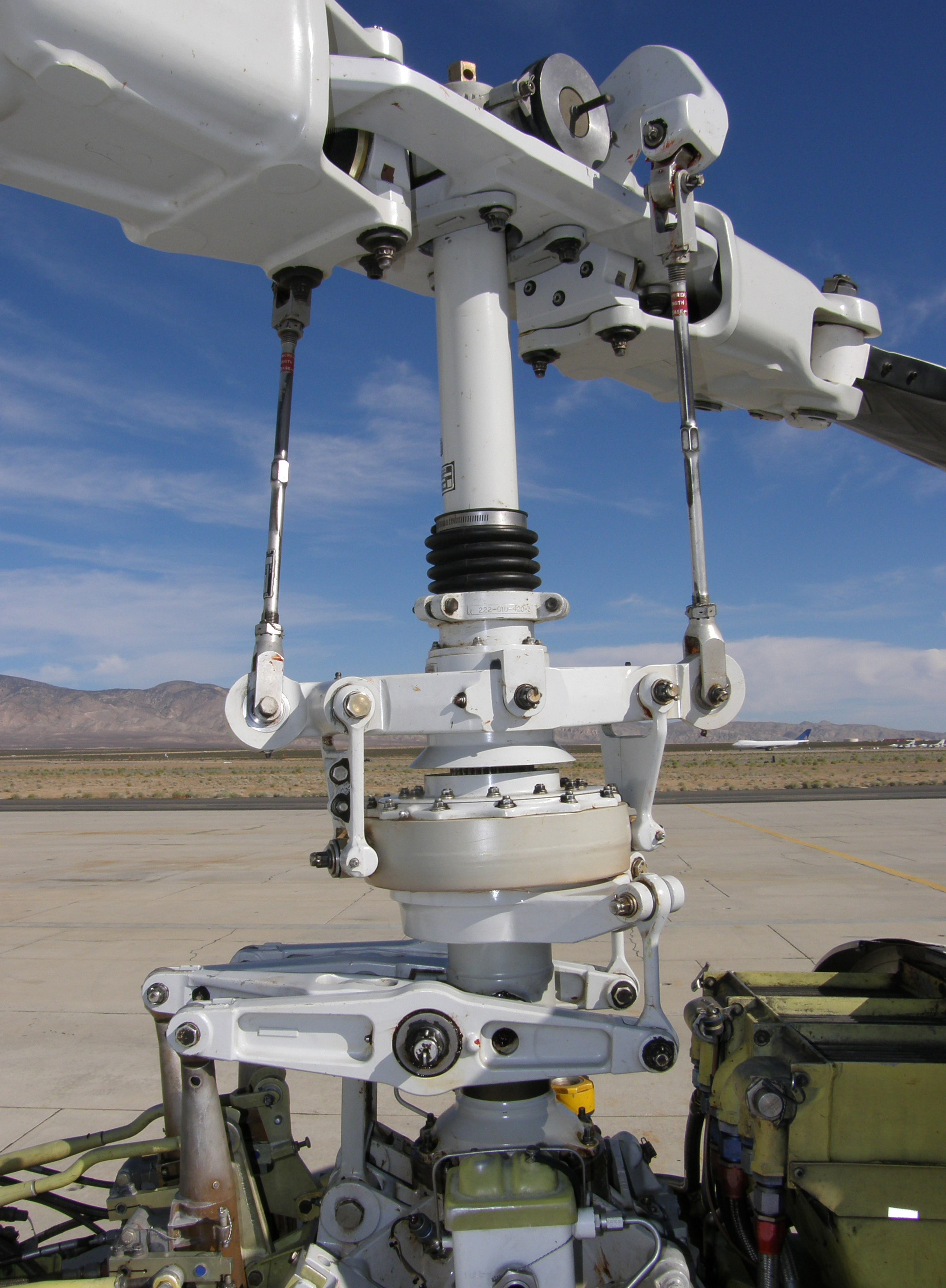
Cabeza del rotor y controles de vuelo del Bell 222U.

Bell 222
El Model 222 original, a veces llamado de forma no oficial Bell 222A para distinguirlo del Bell 222B. Estaba propulsado por dos turboejes Honeywell (anteriormente Lycoming) LTS-101-650C-3 de (461 kW de potencia al despegue, 441 kW de potencia máxima continua).
Bell 222B
En 1982 fue mejorado en potencia (dos Honeywell (anteriormente Lycoming) LTS-101-750C con una potencia al despegue de 505 kW cada uno), y un rotor principal mayor, y fue rebautizado Bell 222B.
Bell 222B Executive
Esta modelo tiene sistemas mejorados y un interior de lujo.
Bell 222UT
Una variante del 222B con esquís, introducida en 1983. La ausencia de tren de aterrizaje retráctil permitía unos depósitos de combustible mayores.
Bell D-292
El Programa de Fuselaje Compuesto Avanzado (ACAP) fue un proyecto de prueba de concepto de materiales compuestos para el concurso LHX de 1985. El Bell D-292 usaba los motores Avco Lycoming, la transmisión, los rotores principal y de cola bipalas, el puro de cola y el pilón del rotor del 222. El aparato tenía un nuevo fuselaje de materiales compuestos.
Bell 230
En 1991, el diseño del 222B fue modernizado, se le dotó de motores más potentes, y fue rebautizado Bell 230. La producción finalizó en 1995.
Bell 230 Executive
Versión de transporte ejecutivo.
Bell 230 Utility
Versión de transporte utilitario.
Bell 230 EMS
Versión de ambulancia aérea, equipada con una o dos camillas.
Bell 222SP
En los años 90, algunos Bell 222 fueron modificados con los motores del 222B y los Allison 250-C30G del 230 para mejorar las prestaciones con un solo motor, y fueron redesignados 222SP.
Bell 430
En 1995 fue lanzado el Bell 430, un 230 alargado (añadiendo otra fila de asientos), con motores más potentes y rotor principal de cuatro palas.

## Operadores

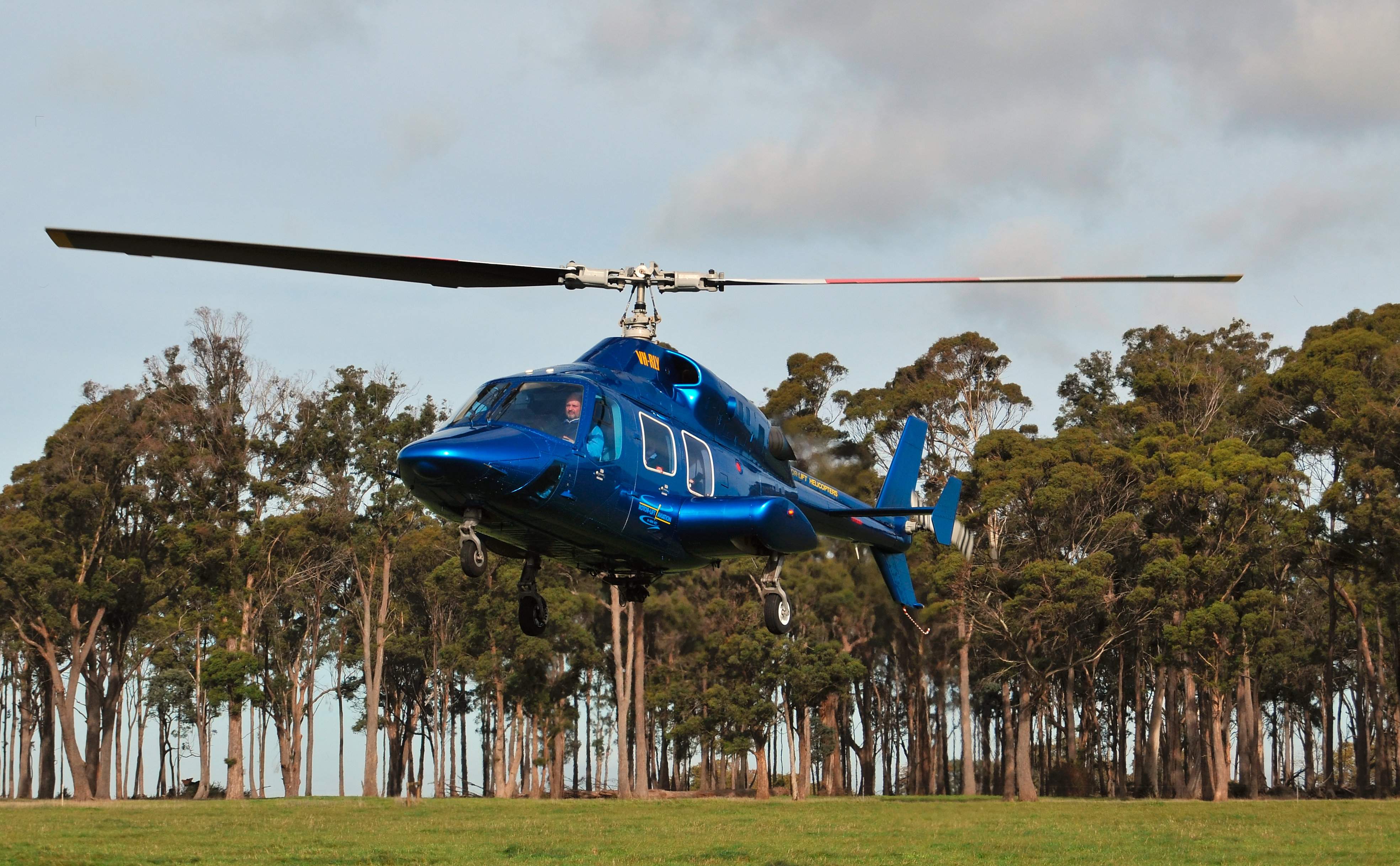
Bell 222 de Rotor-Lift Aviation en el Agfest 2010.

El Bell 222 ha entrado en servicio con una gran cantidad de operadores civiles, pero en lo militar sólo de forma limitada.
 Albania
- Gobierno de Albania (accidentado en 2006)[3][4]

 Estados Unidos
- Petroleum Helicopters International

## Especificaciones (222)

### Características generales
- Tripulación: Uno
- Capacidad: Hasta nueve pasajeros
- Longitud: 12,85 m
- Diámetro rotor principal: 12,2 m
- Altura: 3,56 m
- Área circular: 115,29 m²
- Peso vacío: 2066 kg
- Peso máximo al despegue: 3560 kg
- Planta motriz: 2× turboeje Lycoming LTS-101-650C-3.
  - Potencia: 461 kW (618 hp) cada uno.

### Rendimiento
- Velocidad nunca excedida (Vne): 240 km/h
- Alcance: 600 km
- Techo de vuelo: 3901 m (12800 pies)
- Régimen de ascenso: 8,03 m/s (1580 pies/min)

## Aeronaves relacionadas

### Desarrollos relacionados
- Bell 430
- Bell 206
- Bell 412
- Bell 427

### Aeronaves similares
- Sikorsky S-76
- Agusta A109
- Eurocopter AS 365 Dauphin

### Secuencias de designación
- Secuencia Numérica (interna de Bell): ← 211 - 212 - 214/214ST - 222 - 230 - 249 - 301 - 309 →